# Russenbrücke

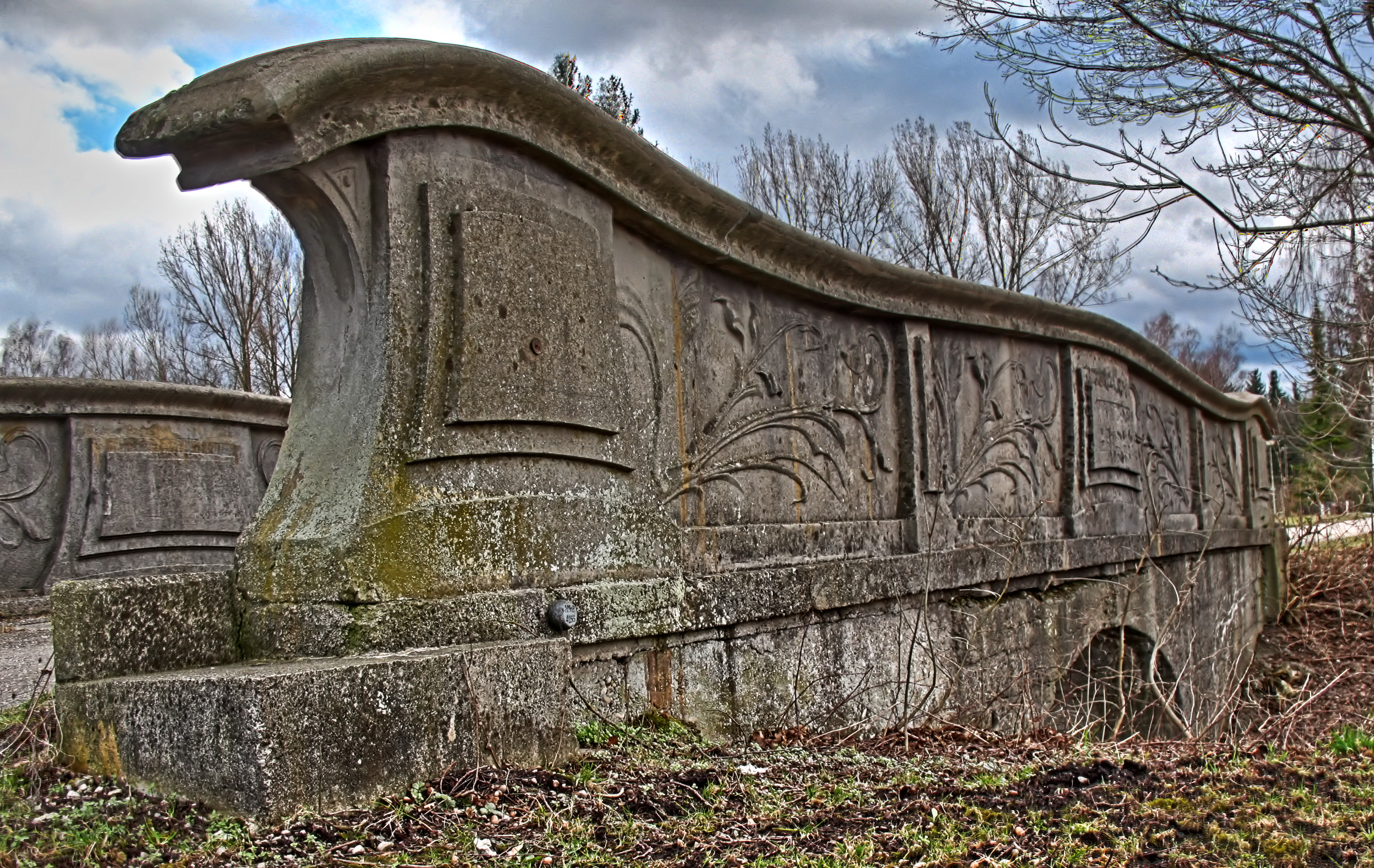
Russenbrücke vor der Sanierung 2008

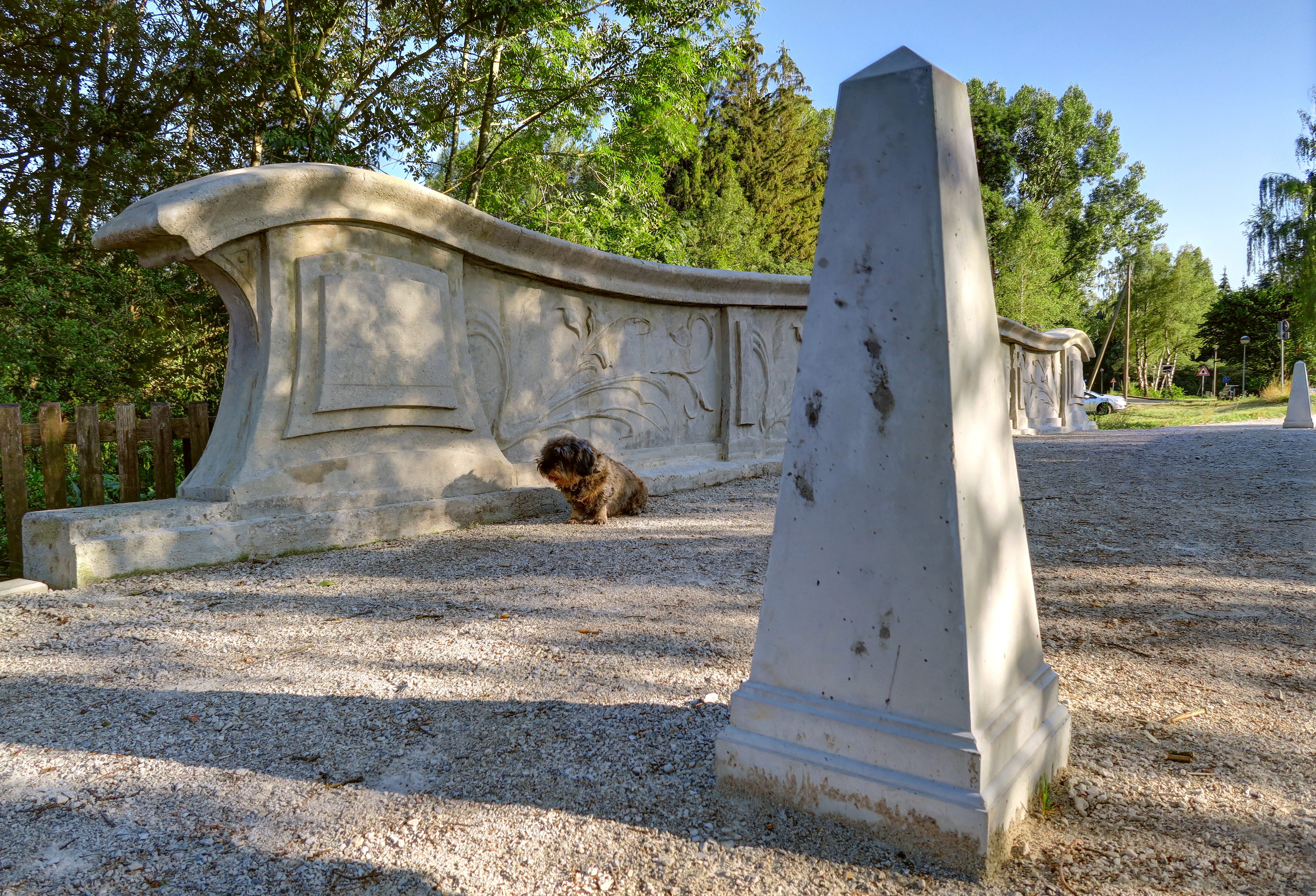
Nach der Sanierung 2015

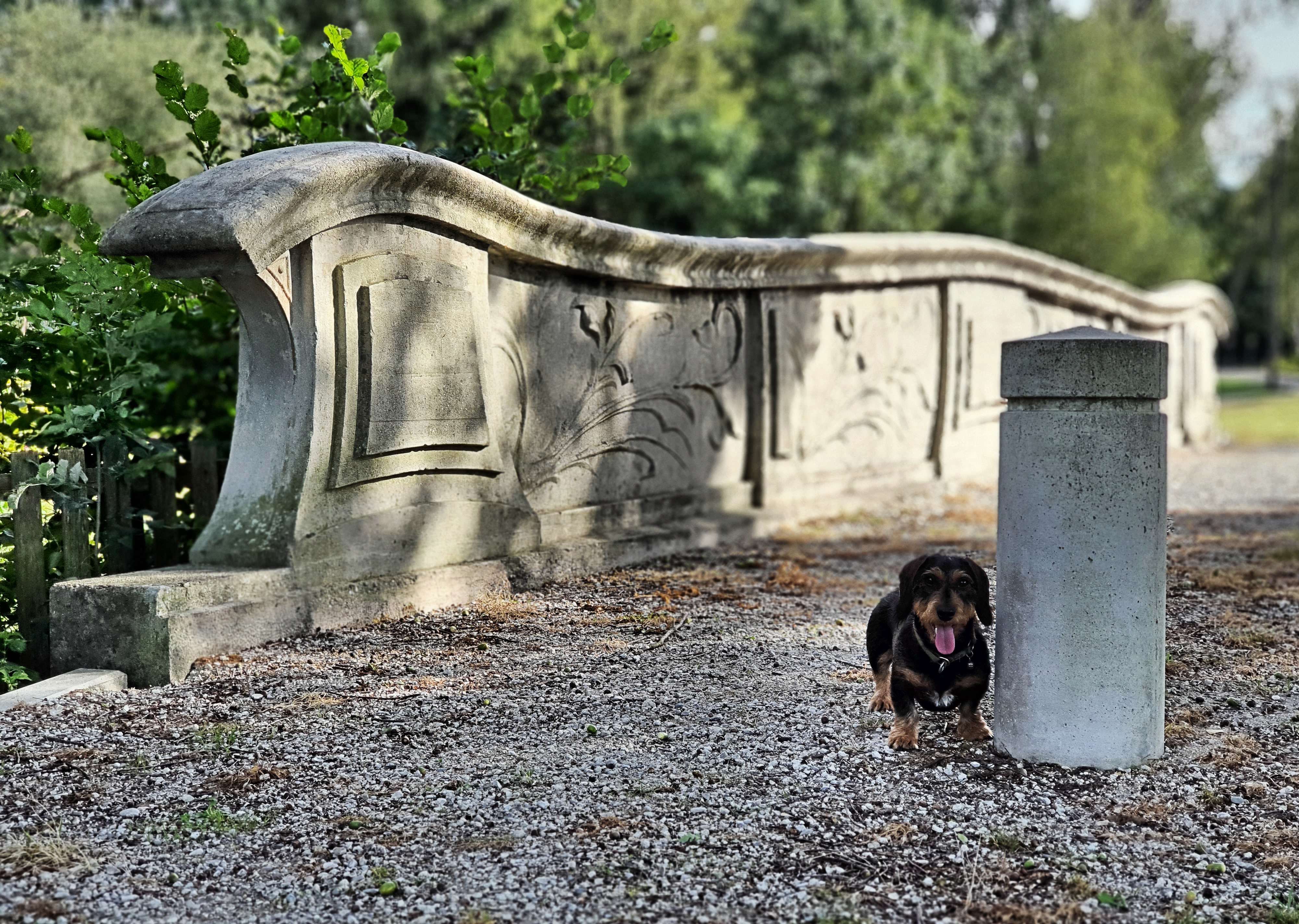
2020 mit zylindrischen Pfeilern

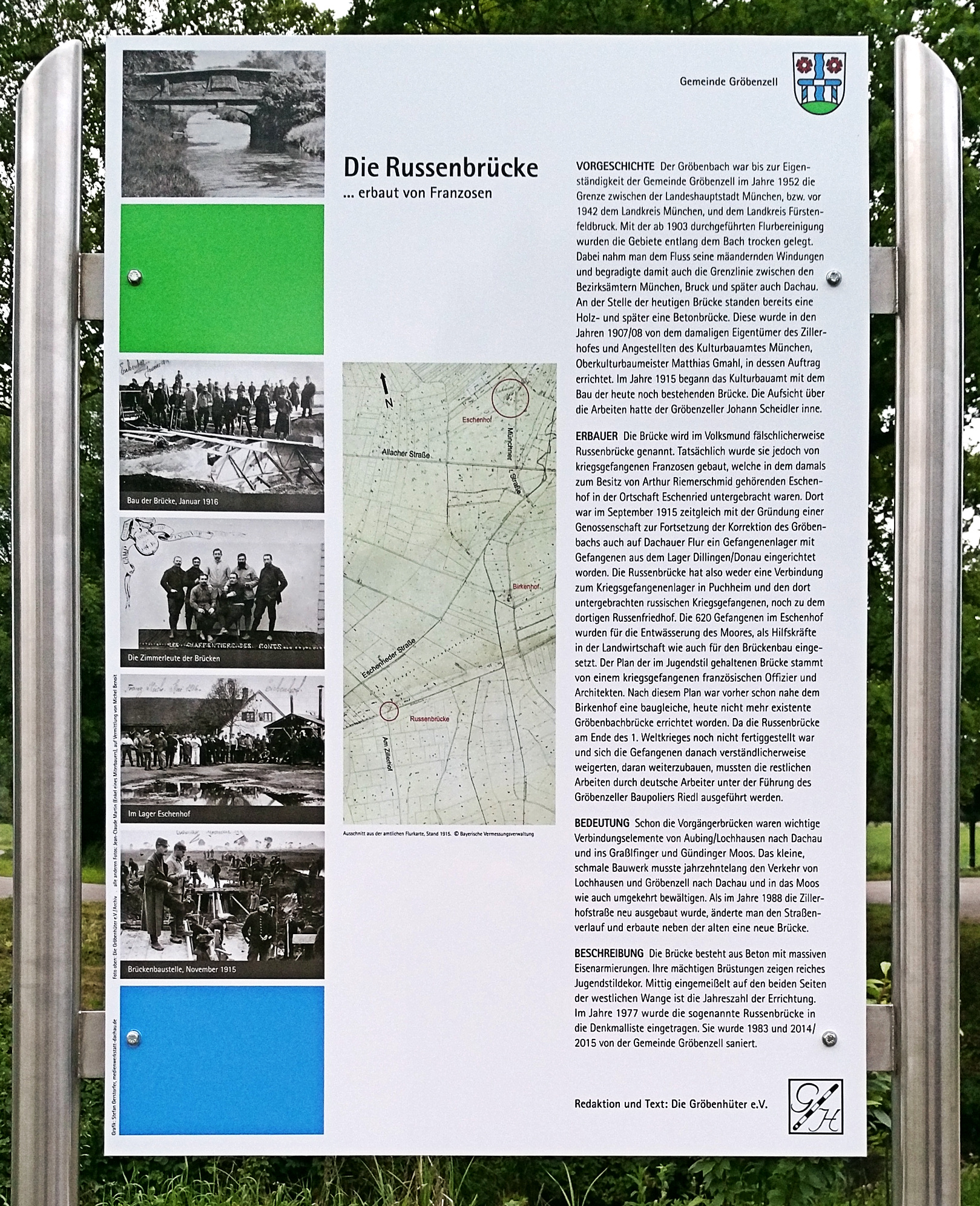
Infotafel seit Juni 2016

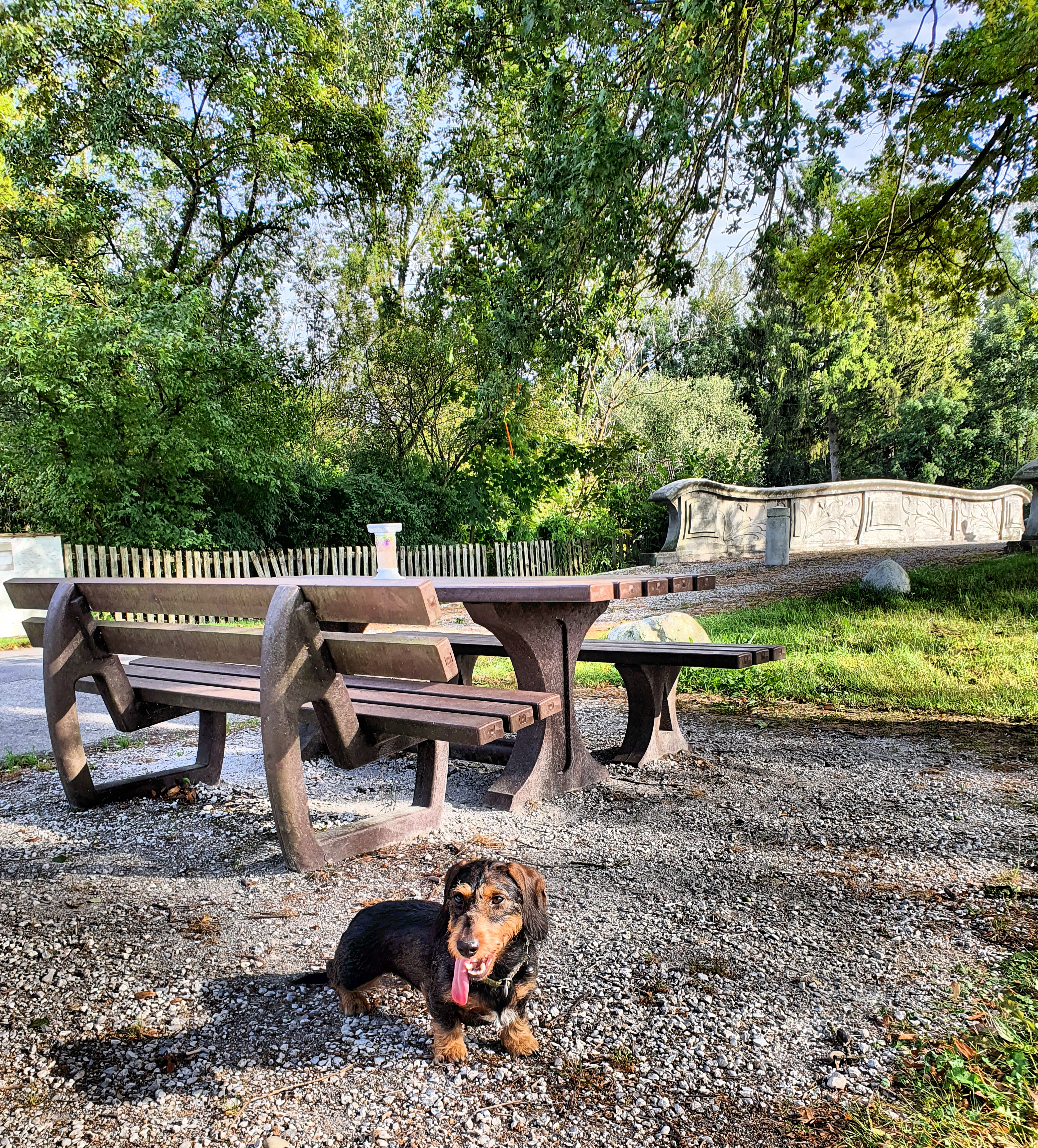
Sitzgruppe bei der Russenbrücke

Die Russenbrücke ist eine bogenartige Straßenbrücke in Gröbenzell (Landkreis Fürstenfeldbruck).
Sie wurde 1916 im Zuge der Begradigung des Gröbenbachs von französischen Kriegsgefangenen des Ersten Weltkriegs aus dem Lager Eschenried errichtet und stellt somit Gröbenzells ältestes Bauwerk dar. Sie war damals ein Teil des Weges der Distriktstraße nach Dachau und führte ins Graßlfinger und Gündinger Moos.
Die Brücke besteht aus Beton mit Eisenarmierung. Die Geländer zeigen reiches Dekor in Jugendstilformen. Sie wurde am 3. Oktober 1977 unter Denkmalschutz gestellt.
1983 für 16.000 DM erstmals restauriert, erfolgte 2014, kurz vor dem hundertjährigen Jubiläum eine weitere, diesmal umfangreiche Sanierung des Bauwerks. Im Zuge der Baumaßnahmen 1983 wurde der Straßenverlauf von dem historischen Bauwerk auf einen neuen Brückenbau verlegt. Ein Infoplakat am Geländer der neuen Brücke informiert über die wechselhafte Geschichte der Russenbrücke.
Im Rahmen der 100-Jahr-Feier am 4. Juni 2016 veranstaltete die Gemeinde Gröbenzell ein „Brückenfest“. Dabei erfolgte die Enthüllung einer freistehenden Informationstafel auf einem Edelstahlgestänge. Die pyramidenartigen Pylonen vor beiden Zugängen wurden zu diesem Anlass durch zylindrische Pfeiler ersetzt. Außerdem wurde das Ensemble um eine fest installierte Sitzgruppe mit einem Tisch und zwei Bänken aus massiven Kunststoff erweitert.